# European Silver League femminile 2019
L'European Silver League 2019 si è svolta dal 25 maggio al 18 giugno 2019: al torneo hanno partecipato otto squadre nazionali europee e la vittoria finale è andata per la prima volta alla Romania.

## Regolamento

### Formula
La formula ha previsto:
- Fase a gironi, disputata con girone all'italiana, con gare di andata e ritorno: la prima classificata di ogni girone ha acceduto alla finale.
- Finale, disputata con gare di andata e ritorno (in caso di parità di vittorie si è disputato un golden set): la vincitrice è promossa alla European Golden League 2021.

### Criteri di classifica
Se il risultato finale è stato di 3-0 o 3-1 sono stati assegnati 3 punti alla squadra vincente e 0 a quella sconfitta, se il risultato finale è stato di 3-2 sono stati assegnati 2 punti alla squadra vincente e 1 a quella sconfitta.
L'ordine del posizionamento in classifica è stato definito in base a:
- Numero di partite vinte;
- Punti;
- Ratio dei set vinti/persi;
- Ratio dei punti realizzati/subiti;
- Risultati degli scontri diretti.

## Squadre partecipanti
| Squadra    | Qualificazione | Ultima partecipazione       |
| ---------- | -------------- | --------------------------- |
| Cipro      | Wild card      | Debutto                     |
| Estonia    | Wild card      | European Silver League 2018 |
| Georgia    | Wild card      | European Silver League 2018 |
| Grecia     | Wild card      | Debutto                     |
| Israele    | Wild card      | European Silver League 2018 |
| Portogallo | Wild card      | Debutto                     |
| Romania    | Wild card      | Debutto                     |
| Slovenia   | Wild card      | Debutto                     |

## Torneo

### Fase a gironi
| Girone A | Girone B   |
| -------- | ---------- |
| Cipro    | Estonia    |
| Georgia  | Grecia     |
| Israele  | Portogallo |
| Romania  | Slovenia   |

#### Girone A

##### Risultati
| 25 maggio 2019 University of Cyprus Athletic Center, Nicosia Durata: 1h:52 - Spettatori: 400 | Cipro   | 1 - 3 | Israele | 18-25, 19-25, 27-25, 19-25        |
| 25 maggio 2019 Sala Polivalentă, Alexandria Durata: 1h:08 - Spettatori: 300                  | Romania | 3 - 0 | Georgia | 25-14, 25-14, 25-20               |
| 29 maggio 2019 Romema Sports Arena, Haifa Durata: 1h:20 - Spettatori: 210                    | Israele | 3 - 0 | Georgia | 25-18, 25-23, 25-17               |
| 18 giugno 2019 University of Cyprus Athletic Center, Nicosia Durata: 1h:09 - Spettatori: 400 | Cipro   | 0 - 3 | Romania | 15-25, 11-25, 25-27               |
| 2 giugno 2019 Romema Sports Arena, Haifa Durata: 2h:00 - Spettatori: 550                     | Israele | 3 - 2 | Romania | 25-17, 32-30, 20-25, 12-25, 15-11 |
| 4 giugno 2019 University of Cyprus Athletic Center, Nicosia Durata: 1h:09 - Spettatori: 400  | Cipro   | 3 - 0 | Georgia | 25-10, 25-19, 25-19               |
| 8 giugno 2019 Sala Polivalentă, Alexandria Durata: 1h:13 - Spettatori: 250                   | Romania | 3 - 0 | Israele | 25-14, 25-15, 25-21               |
| 8 giugno 2019 New Volleyball Arena, Tbilisi Durata: 1h:16 - Spettatori: 150                  | Georgia | 0 - 3 | Cipro   | 24-26, 14-25, 17-25               |
| 12 giugno 2019 New Volleyball Arena, Tbilisi Durata: 1h:51 - Spettatori: 300                 | Georgia | 1 - 3 | Israele | 23-25, 14-25, 25-23, 17-25        |
| 12 giugno 2019 Sala Polivalentă, Alexandria Durata: 1h:05 - Spettatori: 200                  | Romania | 3 - 0 | Cipro   | 25-22, 25-13, 25-15               |
| 15 giugno 2019 Romema Sports Arena, Haifa Durata: 1h:16 - Spettatori: 500                    | Israele | 3 - 0 | Cipro   | 25-22, 25-20, 25-20               |
| 15 giugno 2019 New Volleyball Arena, Tbilisi Durata: 1h:02 - Spettatori: 200                 | Georgia | 0 - 3 | Romania | 8-25, 15-25, 19-25                |

##### Classifica
| Pos. | Squadra | Pt | G | V | P | SV | SP | Ratio | PF  | PS  | Ratio |
| ---- | ------- | -- | - | - | - | -- | -- | ----- | --- | --- | ----- |
| 1.   | Romania | 16 | 6 | 5 | 1 | 17 | 3  | 5,666 | 485 | 345 | 1,405 |
| 2.   | Israele | 14 | 6 | 5 | 1 | 15 | 7  | 2,142 | 502 | 465 | 1,079 |
| 3.   | Cipro   | 6  | 6 | 2 | 4 | 7  | 12 | 0,583 | 397 | 430 | 0,923 |
| 4.   | Georgia | 0  | 6 | 0 | 6 | 1  | 18 | 0,055 | 330 | 474 | 0,696 |

      Qualificata alla finale.

#### Girone B

##### Risultati
| 25 maggio 2019 Portimão Arena, Portimão Durata: 1h:14 - Spettatori: 300                 | Portogallo | 0 - 3 | Grecia     | 20-25, 17-25, 19-25               |
| 25 maggio 2019 Športna Dvorana Ljudski Vrt, Maribor Durata: 1h:19 - Spettatori: 500     | Slovenia   | 3 - 0 | Estonia    | 25-18, 25-22, 25-23               |
| 29 maggio 2019 Palazzetto dello Sport Vrachati, Corinto Durata: 1h:21 - Spettatori: 700 | Grecia     | 0 - 3 | Slovenia   | 19-25, 24-26, 21-25               |
| 29 maggio 2019 Portimão Arena, Portimão Durata: 2h:01 - Spettatori: 250                 | Portogallo | 2 - 3 | Estonia    | 25-17, 17-25, 25-23, 25-27, 13-15 |
| 2 giugno 2019 Tartu Ülikooli Spordihoone, Tartu Durata: 1h:32 - Spettatori: 870         | Estonia    | 0 - 3 | Slovenia   | 23-25, 21-25, 26-24               |
| 1º giugno 2019 Palazzetto dello Sport Vrachati, Corinto Durata: 1h:26 - Spettatori: 750 | Grecia     | 3 - 1 | Portogallo | 15-25, 25-14, 25-19, 25-21        |
| 8 giugno 2019 Tartu Ülikooli Spordihoone, Tartu Durata: 1h:36 - Spettatori: 720         | Estonia    | 1 - 3 | Grecia     | 8-25, 23-25, 25-21, 13-25         |
| 8 giugno 2019 Pavilhão Municipal, Paços de Ferreira Durata: 2h:05 - Spettatori: 905     | Portogallo | 3 - 2 | Slovenia   | 25-27, 25-22, 25-23, 22-25, 15-9  |
| 12 giugno 2019 Športna Dvorana, Mislinja Durata: 1h:46 - Spettatori: 650                | Slovenia   | 3 - 1 | Portogallo | 27-25, 25-15, 23-25, 25-15        |
| 12 giugno 2019 Palazzetto dello Sport Vrachati, Corinto Durata: 1h:51 - Spettatori: 700 | Grecia     | 3 - 1 | Estonia    | 27-29, 25-18, 25-20, 26-24        |
| 15 giugno 2019 Tartu Ülikooli Spordihoone, Tartu Durata: 1h:53 - Spettatori: 675        | Estonia    | 3 - 2 | Portogallo | 25-15, 25-11, 22-25, 16-25, 15-13 |
| 15 giugno 2019 Športna Dvorana, Mislinja Durata: 1h:50 - Spettatori: 900                | Slovenia   | 3 - 2 | Grecia     | 25-21, 25-15, 20-25, 20-25, 15-6  |

##### Classifica
| Pos. | Squadra    | Pt | G | V | P | SV | SP | Ratio | PF  | PS  | Ratio |
| ---- | ---------- | -- | - | - | - | -- | -- | ----- | --- | --- | ----- |
| 1.   | Slovenia   | 15 | 6 | 5 | 1 | 17 | 6  | 2,833 | 538 | 479 | 1,123 |
| 2.   | Grecia     | 13 | 6 | 4 | 2 | 14 | 9  | 1,555 | 520 | 470 | 1,106 |
| 3.   | Estonia    | 4  | 6 | 2 | 4 | 8  | 16 | 0,500 | 501 | 544 | 0,921 |
| 4.   | Portogallo | 4  | 6 | 1 | 5 | 9  | 17 | 0,529 | 515 | 581 | 0,886 |

      Qualificata alla finale.

### Finale
|  | Finale |          |   |   |
|  |        |          |   |   |
|  | 1A     | Romania  | 3 | 1 |
|  | 1A     | Romania  | 3 | 1 |
|  | 1B     | Slovenia | 0 | 3 |
|  | 1B     | Slovenia | 0 | 3 |

#### Andata
| 25 giugno 2019 Športna Dvorana, Mislinja Durata: 1h:44 - Spettatori: 750 | Slovenia | 3 - 1 | Romania | 25-19, 22-25, 25-21, 25-22 |

#### Ritorno
| 28 giugno 2019 Sala Polivalentă, Alexandria Durata: 1h:08 - Spettatori: 500 | Romania | 3 - 0 | Slovenia | 25-22, 25-14, 25-17 Golden set: 15-12 |

## Classifica finale
| Pos | Squadra    | Rosa                                                                |
| --- | ---------- | ------------------------------------------------------------------- |
|     | Romania    | Template:Romania femminile pallavolo European Silver League 2019    |
|     | Slovenia   | Template:Slovenia femminile pallavolo European Silver League 2019   |
| 3   | Grecia     | Template:Grecia femminile pallavolo European Silver League 2019     |
| 3   | Israele    | Template:Israele femminile pallavolo European Silver League 2019    |
| 5   | Cipro      | Template:Cipro femminile pallavolo European Silver League 2019      |
| 5   | Estonia    | Template:Estonia femminile pallavolo European Silver League 2019    |
| 7   | Georgia    | Template:Georgia femminile pallavolo European Silver League 2019    |
| 7   | Portogallo | Template:Portogallo femminile pallavolo European Silver League 2019 |

|  | Promossa in European Golden League 2021 |